# ティル・ナ・ノーグ
ティル・ナ・ノーグ（Tír na nÓg）とは、ケルト神話でトゥアハ・デ・ダナーンがアイルランドの祖と云われるミレー（マイリージャとも）族との戦いに敗れた後に、その生存者が移住したとされる土地の名。幾つかある楽園の一つで、ティル・ナ・ノーグは「常若（とこわか）の国」と呼ばれる。語り継がれている多くの話によれば、このティル・ナ・ノーグは妖精たちの好みの棲み家であり、三通りの島々、すなわち、生き物の住む島、勝利者たちの島、そして水底の島と言われている。

## 概説
海の彼方や地下にある楽園、常若の国には、不思議の「りんご」の木、食べても生き返る「豚」、永遠の若さを授けるゴヴニュの饗応（エール麦酒）、この三つがあることになっている。
二つの杯の館での養育
敗北後のトゥアハ・デ・ダナーンがどの妖精丘（シー）に住むべきかの差配をしたのは、族長的な地位についた海神マナナーン・マク・リールであった。そのことを記述した古典（『（仮訳題名）二つの杯（桶）の館での養育』）ではマナナーンの住処は「約束の地」ティル・タルンギレ [ティル・ターンゲリ]（古アイルランド語: Tír Tairngire）あるいはエウィン・アヴラハ（古アイルランド語: Emain Ablach）などと呼ばれるのみであり、「ティル・ナ・ノーグ」という地名は登場しない。だが、このマナナーンは常若の饗応（「ゴヴニュの饗応」）を一族の生存者にふるまい、永遠の若さを保っていた。
ブランの航海
土の下だけでなく海のかなたにも常若の国を作って楽しく暮らしているともいわれているが、マナナーンの住む他郷（異界）は、「喜びの原（マグ・メル） 」（他、意訳名も「楽しき郷」、「歓びの野」等；カナ表記も「モイ・メル」等多数）と呼ばれている。説話『ブランの航海』では、ブラン王子ら一行が海上で海神マナナーンと遭遇し、海神にとってはその場所（マイヒ・メル）は花の咲き乱れる草原のようだ、と説明される。同作品では、エヴァン（エヴナ）はマナナーンの国とは別で、「女の国」である。喜びの原は、古来アイルランド以南、あるいは西南の方角にあるとされている。
ブラシル
また、イ・ブラシル（ハイ・ブラシル）もまた「祝福された者の住む島」として、アイルランド版エリュシオンのひとつとしてティル・ナ・ノーグとの相似が指摘される。

## 常若の国の伝説
- オドノフー伝説
- ラー湖
- ハイ・ブラゼル―至福の島
- 幻影の島